# Elvis (miniserie televisiva)
Elvis è una miniserie televisiva del 2005 basata sulla vita di Elvis Presley.

## Trama
Elvis è un giovane ragazzo di famiglia non molto ricca appassionato di musica. Un giorno decide di registrare per sua madre una canzone dal titolo My happiness.